# 飛行開発実験団
飛行開発実験団（ひこうかいはつじっけんだん、
英称：Air Development and Test Wing、略称：ADTW）は、航空自衛隊航空開発実験集団隷下の組織。航空自衛隊が導入した航空機及びミサイル等装備品の試験・評価、テストパイロットの養成を主任務とする。

## 概要

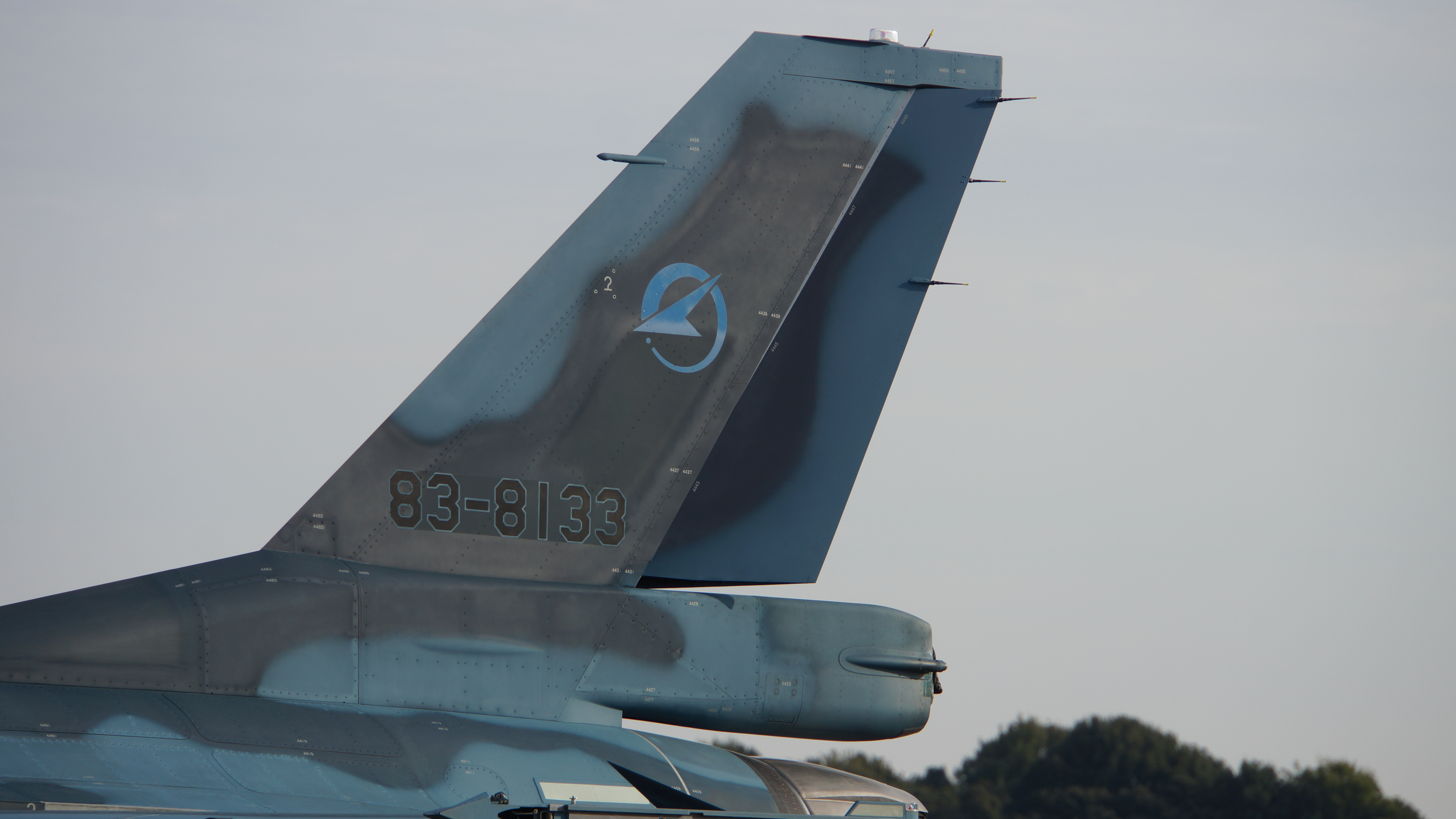
飛行開発実験団の部隊マーク

航空機・装備品の試験及び開発を行う。少数のみ導入する航空機（E-767など）の場合は岐阜基地に常駐させずに実用試験隊を編成し配備先の基地に派遣して試験を行う。部隊の性質上、特殊な装置が取付けられていたり、試作/試験機として製造された機体を有している。
試験飛行操縦士課程（TPC）においてテストパイロットを養成している。

## 沿革
- 1955年（昭和30年）12月1日 - 浜松基地において実験航空隊編成[1][2]
- 1957年（昭和32年）3月31日 - 岐阜基地へ移動[1][2]
- 1974年（昭和49年）4月11日 - 実験航空隊廃止、航空実験団新編[1][2]
- 1989年（平成元年）3月16日 - 組織改編により航空開発実験集団隷下の飛行開発実験団へ改編[1][2]

## 部隊編成
- 飛行実験群[3]
  - 飛行隊
    - 総括班
    - 飛行班
    - 教育班

  - 航空機技術隊
    - 総括班
    - 航空機班
    - 電子班
    - 器材班
    - 技術教育班

  - 計測隊
    - 総括班
    - 飛行計測班
    - 試験情報処理班
    - 光学計測班

- 整備群[3]
  - 整備隊
    - 1分隊
    - 2分隊
    - 3分隊

  - 装備隊
  - 修理隊
  - 整備技術隊

- 誘導武器開発実験隊[3]
  - 総括班
  - 試験班1班
  - 試験班2班
  - 整備班

- 電子戦技術隊[3]
  - 総括班
  - 運用班
  - 研究班
  - 整備班

- 飛行場勤務隊[3]
  - 総括班
  - 飛行管理班
  - 外来機支援班

## 主要幹部
| 官職名             | 階級    | 氏名       | 補職発令日     | 前職                                                                         |
| ------------------ | ------- | ---------- | -------------- | ---------------------------------------------------------------------------- |
| 飛行開発実験団司令 | 空将補  | 中澤省吾   | 2025年03月24日 | 航空自衛隊第1術科学校長                                                      |
| 副司令             | 1等空佐 | 大西健介   | 2024年12月20日 | 第7航空団副司令                                                              |
| 研究開発部長       | 1等空佐 | 大淵康弘   | 2025年06月01日 | 電子開発実験群司令                                                           |
| 飛行実験群司令     | 1等空佐 | 眞部誠司   | 2025年03月03日 | 航空幕僚監部先端技術革新推進官 兼 防衛装備庁防衛イノベーション科学技術研究所 |
| 整備群司令         | 1等空佐 | 中村慶一郎 | 2024年08月01日 | 航空自衛隊幹部候補生学校教育部長                                             |

| 代                 | 氏名                 | 在職期間                | 出身校・期                         | 前職                                                                                                   | 後職                                                 |
| 実験航空隊司令     | 実験航空隊司令       | 実験航空隊司令          | 実験航空隊司令                     | 実験航空隊司令                                                                                         | 実験航空隊司令                                       |
| ------------------ | -------------------- | ----------------------- | ---------------------------------- | --- | ---------------------------------------------------- |
| 01                 | 周防元成             | 1960.8.1 - 1964.3.15    | 海兵62期                           | 航空幕僚監部防衛部運用課長 →1964.1.1 空将補昇任                                                        | 第2航空団司令 兼 千歳基地司令                        |
| 02                 | 杉浦敏夫 （1等空佐） | 1964.3.16 - 1965.3.15   | 東京帝国大学 昭和17年卒            | 実験航空隊副司令                                                                                       | 技術研究本部岐阜試験場長 （兼補解除）                |
| 03                 | 油井 一              | 1965.7.16 - 1966.1.31   | 東京帝国大学 昭和12年卒            | 調達実施本部名古屋第2駐在官事務所長                                                                    | 航空幕僚監部技術部長                                 |
| -                  | 日高盛康             | 1966.2.1 - 1966.2.15    | 海兵66期                           | 職務代理（本務：実験航空隊副司令）                                                                     | 職務代理（本務：実験航空隊副司令）                   |
| 04                 | 小川二郎 （1等空佐） | 1966.2.16 - 1968.2.15   | 海兵64期                           | 第81航空隊司令                                                                                         | 航空自衛隊補給統制処付 →1968.6.29 退職（空将補昇任） |
| 05                 | 田中韓治             | 1968.2.16 - 1969.4.24   | 東京工業大学 昭和16年卒            | 航空幕僚監部技術部技術第2課長 →1969.1.1 空将補昇任                                                     | 航空幕僚監部技術部長                                 |
| 06                 | 東條道明             | 1969.4.25 - 1970.12.15  | 陸士50期                           | 第8航空団司令 兼 築城基地司令                                                                          | 航空幕僚監部付 →1971.2.28 退職                       |
| 07                 | 中川謙淑             | 1970.12.16 - 1972.8.28  | 陸士53期                           | 在ソビエト防衛駐在官 →1970.11.16 航空幕僚監部防衛部付                                                  | 死去                                                 |
| 08                 | 水野映男             | 1972.8.29 - 1974.3.15   | 名古屋大学 昭和18年卒              | 実験航空隊副司令 →1973.3.16 空将補昇任                                                                 | 航空幕僚監部付 →1974.7.1 退職                        |
| 09                 | 湯野川守正           | 1974.3.16 - 1974.4.10   | 海兵71期                           | 北部航空警戒管制団司令 兼 三沢基地司令                                                                 | 航空実験団司令                                       |
| 航空実験団司令     |                      |                         |                                    | |                                                      |
| 01                 | 湯野川守正           | 1974.4.11 - 1976.3.15   | 海兵71期                           | 実験航空隊司令                                                                                         | 航空幕僚監部付 →1976.7.1 退職                        |
| 02                 | 高原忠敏             | 1976.3.16 - 1977.6.30   | 陸士56期                           | 航空自衛隊第4術科学校長 兼 熊谷基地司令                                                                | 航空自衛隊幹部候補生学校 兼 奈良基地司令             |
| 03                 | 小野正明             | 1977.7.1 - 1979.6.30    | 陸航士58期                         | 中部航空方面隊司令部幕僚長                                                                             | 飛行教育集団司令部幕僚長                             |
| 04                 | 立山尚武             | 1979.7.1 - 1981.2.16    | 陸航士60期・ 京都大学 昭和29年卒   | 航空実験団副司令                                                                                       | 航空幕僚監部勤務                                     |
| 05                 | 藤岡昇 （空将）      | 1981.2.17 - 1982.2.15   | 陸士60期                           | 第4航空団司令 兼 松島基地司令                                                                          | 輸送航空団司令                                       |
| 06                 | 船越一郎             | 1982.2.16 - 1983.2.17   | 早稲田大学・ 5期幹候（陸）         | 中部航空方面隊司令部幕僚長 →1982.7.1 空将昇任                                                          | 輸送航空団司令                                       |
| 07                 | 大村平               | 1983.2.18 - 1984.3.1    | 名幼48期・ 東京工業大学 昭和28年卒 | 航空幕僚監部技術部長 →1983.5.16 空将昇任                                                               | 西部航空方面隊司令官                                 |
| 08                 | 濱田堯志 （空将）    | 1984.3.2 - 1985.3.15    | 九州大学・ 13期公募幹部            | 術科教育本部幹事                                                                                       | 技術研究本部技術開発官 （航空機担当）                |
| 09                 | 鷹尾洋保 （空将）    | 1985.3.16 - 1986.12.4   | 東京大学・ 7期幹候                 | 航空幕僚監部技術部長                                                                                   | 技術研究本部技術開発官 （航空機担当）                |
| 10                 | 武井和幸             | 1986.12.5 - 1988.3.15   | 立教大学・ 3期幹候                 | 航空総隊司令部幕僚長                                                                                   | 退職                                                 |
| 11                 | 二宮隆弘             | 1988.3.16 - 1989.3.15   | 防大1期                            | 第3航空団司令 兼 三沢基地司令                                                                          | 退職                                                 |
| 飛行開発実験団司令 |                      |                         |                                    | |                                                      |
| 01                 | 尾坪祐三             | 1989.3.16 - 1990.3.15   | 防大1期                            | 航空自衛隊第5術科学校長 兼 小牧基地司令                                                                | 退職                                                 |
| 02                 | 石母田治             | 1990.3.16 - 1991.3.15   | 防大5期                            | 第3航空団司令 兼 三沢基地司令                                                                          | 航空幕僚監部監察官                                   |
| 03                 | 葦津和親             | 1991.3.16 - 1994.3.22   | 防大6期                            | 航空実験団司令部幕僚長                                                                                 | 航空支援集団司令部幕僚長                             |
| 04                 | 森 敏                | 1994.3.23 - 1995.3.22   | 防大5期                            | 第4航空団司令 兼 松島基地司令                                                                          | 退職                                                 |
| 05                 | 細 稔                | 1995.3.23 - 1997.3.25   | 防大9期                            | 航空幕僚監部監察官                                                                                     | 北部航空方面隊司令官                                 |
| 06                 | 重永照彦             | 1997.3.26 - 1998.3.25   | 防大8期                            | 第5航空団司令 兼 新田原基地司令                                                                        | 退職                                                 |
| 07                 | 岡田秀雄             | 1998.3.26 - 2000.11.30  | 九州大学・ 41期幹候                | 技術研究本部航空機開発官付 次期支援戦闘機開発室長                                                      | 退職                                                 |
| 08                 | 安宅耕一             | 2000.12.1 - 2002.7.31   | 防大15期                           | 第3輸送航空隊司令 兼 美保基地司令                                                                      | 第4航空団司令 兼 松島基地司令                        |
| 09                 | 林富士夫             | 2002.8.1 - 2005.7.27    | 防大16期                           | 航空幕僚監部技術部長                                                                                   | 技術研究本部技術開発官 （航空機担当）                |
| 10                 | 渡邊至之             | 2005.7.28 - 2007.7.2    | 防大20期                           | 外務省出向（米国防衛駐在官）                                                                           | 南西航空混成団副司令                                 |
| 11                 | 飯田克幸             | 2007.7.3 - 2009.3.23    | 防大21期                           | 航空幕僚監部防衛部勤務                                                                                 | 西部航空方面隊副司令官                               |
| 12                 | 宮脇俊幸             | 2009.3.24 - 2010.7.26   | 防大20期                           | 航空自衛隊第5術科学校長                                                                                | 退職                                                 |
| 13                 | 櫻井喜宜             | 2010.7.26 - 2012.7.25   | 防大26期                           | 技術研究本部技術開発官（航空機担当）付 次期固定翼哨戒機・次期輸送機開発室副室長 →2010.12.24 空将補昇任 | 航空幕僚監部技術部長                                 |
| 14                 | 安川隆廣             | 2012.7.26 - 2013.10.4   | 防大27期                           | 航空開発実験集団司令部幕僚長                                                                           | 航空開発実験集団司令部付 →2013.12.14 退職            |
| 15                 | 荒木哲哉             | 2013.12.18 - 2015.11.30 | 防大31期                           | 航空開発実験集団司令部幕僚長                                                                           | 航空自衛隊幹部候補生学校長 兼 奈良基地司令           |
| 16                 | 引田 淳              | 2015.12.1 - 2017.8.31   | 防大31期                           | 防衛大学校防衛学教育学群長 兼 防衛大学校教授                                                           | 西部航空方面隊副司令官                               |
| 17                 | 今瀬信之             | 2017.9.1 - 2019.8.22    | 防大29期                           | 第8航空団司令 兼 築城基地司令                                                                          | 退職                                                 |
| 18                 | 増田友晴             | 2019.8.23 - 2021.9.29   | 防大33期                           | 航空自衛隊幹部候補生学校長 兼 奈良基地司令                                                             | 第4航空団司令 兼 松島基地司令                        |
| 19                 | 白井亮次             | 2021.9.30 - 2022.12.22  | 生徒33期・ 防大38期                | 警戒航空団司令                                                                                         | 航空総隊司令部防衛部長                               |
| 20                 | 霜田豊英             | 2022.12.23 - 2025.3.23  | 防大38期                           | 統合幕僚監部総務部人事教育課長                                                                         | 第9航空団司令 兼 那覇基地司令                        |
| 21                 | 中澤省吾             | 2025.3.24 -             | 防大37期                           | 航空自衛隊第1術科学校長                                                                                |                                                      |